# ミズヒマワリ
ミズヒマワリ（水向日葵、学名：Gymnocoronis spilanthoides）は、キク科ミズヒマワリ属の水草の常緑多年草。中南米原産で、日本では外来生物法による特定外来生物に指定され、栽培及び移動が規制されている。

## 分布
中央アメリカと南アメリカを原産地とする。
日本、台湾、オーストラリア、ニュージーランドなどに移入分布する。

## 形態
高さは50-200cm。葉は対生する。花期は8-10月で白い花（集散花序）を咲かせる。
和名は、葉がヒマワリの葉に似ていることに由来する。

## 生態
流れの緩やかな水辺に生育し、マット状に水面を覆って繁茂する。茎の断片から根をだし、生長速度が速く、繁殖能力は強い。
花にはアサギマダラがしばしば飛来し吸蜜する。

## 外来種問題
第二次大戦後にアクアリウム用として人為的に日本国内に移入されたものが野外逸脱したと考えられる。1995年に愛知県豊橋市の河川で定着が初確認され、現在では関東地方・東海地方・近畿地方にまで分布が拡大している。増殖力は極めて強く、短期間に生息域を広げ、在来種を圧迫する。そのため各地で駆除事業が行われているが、茎の切れ端などからも再生するので、徹底的な除去が必要である。
特定外来生物に指定されるまではジャイアントグリーンハイグロという名称でアクアリウムで使用されていた。
オーストラリアやニュージーランドでは、在来水生植物や魚類を脅かす存在として管理されている。